# Jonathan Summers
Jonathan Summers (Melbourne, 2 ottobre 1946) è un baritono australiano.

## Biografia
Summers ha iniziato i suoi studi a Melbourne; nel 1974 si è trasferito a Londra, dove ha proseguito lo studio del canto con Otakar Kraus, fino al 1980. Ha debuttato nel 1975 con il ruolo del titolo in Rigoletto. Nel 1976 canta come Falstaff per il Glyndebourne Touring Opera e nel 1977 debutta al Covent Garden come Kilian (Der Freischütz); ha inoltre cantato in molti altri ruoli in diversi teatri europei e americani. 
Nel 1980 incide la parte del capitano Balstrode nel Peter Grimes di Benjamin Britten, che vince il Grammy award per la migliore registrazione d'opera (Best Opera recording).
Al Metropolitan ha cantato per la prima volta nel 1988 come Marcello (in Bohème). Attore espressivo, è dotato di voce che è stata giudicata particolarmente adatta ai ruoli verdiani.

## Discografia
- Adès: The Tempest - Thomas Adès, 2009 EMI Warner
- Britten, Gloriana - Mackerras/Barstow/Langridge, 1992 Decca
- Britten, Peter Grimes - Davis/Vickers/Harper/Allen, 1978 Decca - Grammy Award for Best Opera Recording 1980
- Gluck: Alceste - Janet Baker/Royal Opera House Orchestra & Chorus at Covent Garden/Robert Tear/John Shirley-Quirk/Matthew Best/Maldwyn Davies/Philip Gelling/Jonathan Summers/Maurits Sillem/Sir Charles Mackerras, 1981 Opus Arte
- Leoncavallo: La boheme - Pietro Spagnoli/Bruno Praticò/Lucia Mazzaria/Cinzia De Mola/Jan Latham-Koenig/Jonathan Summers/Mario Malagnini/Teatro La Fenice Orchestra & Chorus/Martha Senn/Silvano Pagliuca/Romano Emili/Giampaolo Grazioli, 2008 Nuova Era Internazionale
- Orff: Carmina burana - Arleen Auger/John Van Kesteren/Riccardo Muti/Philharmonia Orchestra, 1980 EMI Warner
- Puccini, Fanciulla del West - Mehta/Neblett/Domingo/Milnes, 1977 Deutsche Grammophon
- Puccini: Madama Butterfly - Renata Scotto/Plácido Domingo/Philharmonia Orchestra/Lorin Maazel, 1978 Sony
- Saint-Saëns: Samson et Dalila - Sir Colin Davis (direttore d'orchestra)/Agnes Baltsa/José Carreras/Simon Estes/Paata Burchuladze/Symphonieorchester & Chor des Bayerischen Rundfunks, 1990 Philips
- Verdi, Ballo in maschera - Davis/Carreras/Wixell/Caballé, 1979 Decca
- Verdi, Traviata - Bonynge/Sutherland/Pavarotti, 1979 Decca
- Verdi: La Battaglia di Legnano - José Carreras/Katia Ricciarelli/Lamberto Gardelli/Orf Symphony Chorus & Orchestra/Matteo Manuguerra/Nikola Gjuzelev, 1978 Philips

## DVD
- Dove: The Adventures of Pinocchio (Opera North, 2008) - Opus Arte
- Verdi: La Traviata (Opera Australia, 2012) - EPC
- Verdi: Nabucco (Opera Australia, 1996) - Elizabeth Connell/Carlo Felice Cillario, Opus Arte
- Verdi: Il trovatore (Sydney Opera, 1983) - Richard Bonynge/Joan Sutherland, Arthaus Musik